# 黎氏玉清
黎氏玉清（越南语：／；？—1753年7月23日），越南鄭阮紛爭時期鄭主鄭杠的妃子。
黎氏玉清是青池縣仁睦社上亭村人，尚書晉郡公黎廷預之女，鄭杠繼任鄭主時並未生育，後來1740年在太妃武氏玉源支持下鄭杠遭免職，尊為太上王時，黎氏玉清也被尊為太妃；尊號為肇慶太妃（越南语：／）。這時，黎氏玉清為鄭杠生下晏都王鄭槰。她在1753年去世，尊封為莊行厚德徽柔肇慶大宗，諡莊淑。